# Dinitrobisphenol A
3,3′-Dinitrobisphenol A ist eine chemische Verbindung aus der Gruppe der Bisphenole und ein Diphenylmethan-Derivat. 3,3′-Dinitrobisphenol A ist eine mit Bisphenol A verwandte Verbindung und unterscheidet sich von diesem durch je einen Nitrosubstituenten an den Phenylgruppen. Es handelt sich um einen gelb-orangen Feststoff, der durch Nitrierung von Bisphenol A hergestellt wird.

## Karzinogenität
Es wird vermutet, dass Dinitrobisphenol A möglicherweise in vivo durch Peroxinitrit-vermittelte Oxidationen von Bisphenol A gebildet wird und möglicherweise eine höhere Toxizität als BPA selbst aufweist. Die Genotoxizität von 3,3′-Dinitrobisphenol A wurde in einer Laborstudie mit männlichen ICR-Mäusen im Rahmen von Mikrokerntests nachgewiesen.
Das östrogene Potenzial der Verbindung ist nicht bekannt, Computersimulationen deuten jedoch darauf hin, dass eine Bindung an den Östrogen-verwandten Rezeptor Gamma möglich ist.